# پاتریشیا برگکوئیست
دیم پاتریشیا رز برگویست (با نام تولد اسمیت، انگلیسی: Patricia Bergquist; ۱۰ مارس ۱۹۳۳ – ۹ سپتامبر ۲۰۰۹) جانورشناس برجسته نیوزیلندی بود که در زمینه کالبدشناسی و طبقه‌بندی علمی تخصص داشت. در زمان درگذشت، او استاد بازنشسته جانورشناسی و استاد افتخاری کالبدشناسی با رادیولوژی در دانشگاه اوکلند بود. وی همچنین برندهٔ جوایزی همچون بانوی فرمانده نشان امپراتوری بریتانیا شده است.

## زندگی‌نامه
پاتریشیا رز اسمیت در حومه دوونپورت اوکلند به دنیا آمد. پدرش ویلیام اسمیت، برقکار و مادرش برتا الن اسمیت (با نام خانوادگی پنی) خانه‌دار بود. او در مدرسه ابتدایی دوونپورت و سپس دبیرستان تاکاپونا گرامر تحصیل کرد، جایی که در سال آخر به عنوان شاگرد اول مدرسه شناخته شد. در سال ۱۹۵۰ تحصیلات دانشگاهی خود را در کالج دانشگاه اوکلند آغاز کرد و در سال ۱۹۵۶ با درجه ممتاز موفق به دریافت مدرک کارشناسی ارشد در رشته گیاه‌شناسی شد. پایان‌نامه او با عنوان «مطالعه خانواده لوکسوماسه» بود. پس از تکمیل دومین مدرک کارشناسی ارشد معادل در جانورشناسی، تحصیلات دکتری خود را در دانشگاه اوکلند زیر نظر ویلیام روی مک‌گرگور و جان مورتون در زمینه طبقه‌بندی اسفنج‌های دریایی (Porifera) آغاز کرد و در سال ۱۹۶۱ موفق به دریافت مدرک دکتری شد. برگویست اولین فردی بود که مدرک دکتری جانورشناسی را از دانشگاه اوکلند دریافت کرد.
در سال ۱۹۵۸ با پیتر برگویست، زیست‌شناس مولکولی برجسته، ازدواج کرد و این زوج صاحب یک دختر شدند. پس از اخذ دکتری، برگویست برای ادامه مطالعات به دانشگاه ییل رفت تا دانش سیستماتیک خود را گسترش دهد. پس از بازگشت به نیوزیلند، به عنوان مدرس و پژوهشگر در دانشگاه اوکلند مشغول به کار شد و تحقیقات خود را در زمینه کالبدشناسی، طبقه‌بندی و جانورشناسی با تمرکز ویژه بر اسفنج‌های دریایی ادامه داد. او احساس می‌کرد چارچوب پایدار و جامعی برای طبقه‌بندی سطح بالا که امکان تشخیص روابط بین گونه‌ها و توصیف گونه‌های جدید را فراهم کند، وجود ندارد. زمانی که برگویست به عنوان استاد تمام (پرفسور) در دانشگاه اوکلند منصوب شد، اولین زنی بود که به این مقام در این دانشگاه دست می‌یافت.
برگویست به همراه مری ای. سینکلر مقاله مهمی با عنوان «ریخت‌شناسی و رفتار لاروهای برخی اسفنج‌های بین‌جزرومدی» را برای مجله نیوزیلندی تحقیقات دریایی و آب شیرین نوشت که در ۲۰ اکتبر ۱۹۶۷ منتشر شد. از دانشجویان برجسته او می‌توان به میشل کلی-بورجز و جین فرومونت اشاره کرد.

## جوایز و افتخارات
در سال ۱۹۷۹، دانشگاه اوکلند بر اساس ۲۸ مقاله علمی ارائه شده، مدرک دکترای علوم را به برگویست اعطا کرد. او در سال ۱۹۸۲ به عنوان عضو انجمن سلطنتی نیوزیلند انتخاب شد و در سال ۱۹۸۹ مدال یادبود هکتور را از این انجمن دریافت کرد. در تشریفات سال نو ۱۹۹۴، به پاس خدماتش به علم، به عنوان بانوی فرمانده امپراتوری بریتانیا (DBE) منصوب شد. همسرش پیتر برگویست نیز در سال ۲۰۱۲ به پاس خدمات به علم، به عنوان افسر نشان شایستگی نیوزیلند (ONZM) منصوب شد.
پاتریشیا برگویست با دستاوردهای علمی برجسته‌اش در زمینه طبقه‌بندی اسفنج‌های دریایی، میراث ماندگاری از خود به جای گذاشت. به پاس خدمات ارزشمند او، گونه‌های متعددی از اسفنج‌ها به نام او نامگذاری شده‌اند که از آن جمله می‌توان به موارد زیر اشاره کرد:
- Xestospongia bergquistia (فرومونت، ۱۹۹۱)
- Tethya bergquistae (هوپر، ۱۹۹۴)
- Acarnus bergquistae (وان سوست، هوپر و هیمسترا، ۱۹۹۱)
- Plakortis bergquistae (موریکی، ۲۰۱۱)
- Phyllospongia bergquistae (واهب و فرومونت، ۲۰۲۰)

در سال ۲۰۱۷، انجمن سلطنتی نیوزیلند (Te Apārangi) برگویست را به عنوان یکی از «۱۵۰ زن در ۱۵۰ کلمه» در پروژه‌ای ویژه برای معرفی زنان برجسته علمی انتخاب کرد. این انتخاب نشان‌دهنده تأثیر عمیق او بر علوم دریایی و طبقه‌بندی جانوری در نیوزیلند و جهان است. نامگذاری این گونه‌های جدید نه تنها یادبودی از تلاش‌های علمی برگویست محسوب می‌شود، بلکه گواهی است بر جایگاه والای او در جامعه علمی بین‌المللی. روش‌های طبقه‌بندی و مطالعات سیستماتیک او همچنان به عنوان مرجع در تحقیقات مربوط به اسفنج‌های دریایی مورد استفاده قرار می‌گیرد.